# Jakaltekisch
Die Popti’-Sprache (Popti’), Jakaltekisch (Jacalteco) oder Abxubal ist eine Maya-Sprache, die von knapp 100.000 Indigenen der Popti’-Ethnie in Guatemala und Mexiko gesprochen wird.

## Klassifikation
Popti’ gehört zusammen mit den Sprachen Kanjobal, Chuj, Acateco und Tojolabal zum Q’anjob’al-Sprachstamm der Maya-Sprachen. Es zerfällt in eine westliche und eine östliche Variante, die von SIL International als zwei Sprachen bezeichnet werden.

## Verbreitung
Popti’ wird hauptsächlich in den Municipios Jacaltenango und Concepción Huista im guatemaltekischen Departamento Huehuetenango sowie in angrenzenden Gebieten des mexikanischen Bundesstaats Chiapas gesprochen.
Bei der Volkszählung von 2002 in Guatemala gaben 34.038 Personen (0,3 %) Popti’ als Muttersprache an; 47.024 Personen (0,4 %) bezeichneten sich als Popti’. Diese Zahlen liegen weit unter anderen Schätzungen, so etwa von Tzian (1994), der 83.814 Sprecher in Guatemala angibt. Laut SIL International wird das westliche Jacalteco von 10.300 Menschen in Mexiko (1991) – meist Flüchtlingen aus Guatemala – und 77.700 in Guatemala (1998), das östliche Jacalteco von 11.000 (1998) in Guatemala gesprochen. Laut Volkszählung von 2010 sprachen 602 Menschen über 3 Jahren mit dauerhaftem Wohnsitz in Mexiko Jakaltekisch.